# Тшенсовиці
Тшенсовиці (пол. Trzęsowice) — село в Польщі, у гміні Завоня Тшебницького повіту Нижньосілезького воєводства.
Населення — 180 осіб (2011).
У 1975-1998 роках село належало до Вроцлавського воєводства.

## Демографія
Демографічна структура станом на 31 березня 2011 року:
|          | Загалом | Допрацездатний вік | Працездатний вік | Постпрацездатний вік |
| -------- | ------- | ------------------ | ---------------- | -------------------- |
| Чоловіки | 98      | 22                 | 66               | 10                   |
| Жінки    | 82      | 18                 | 50               | 14                   |
| Разом    | 180     | 40                 | 116              | 24                   |